# Bodsjö socken

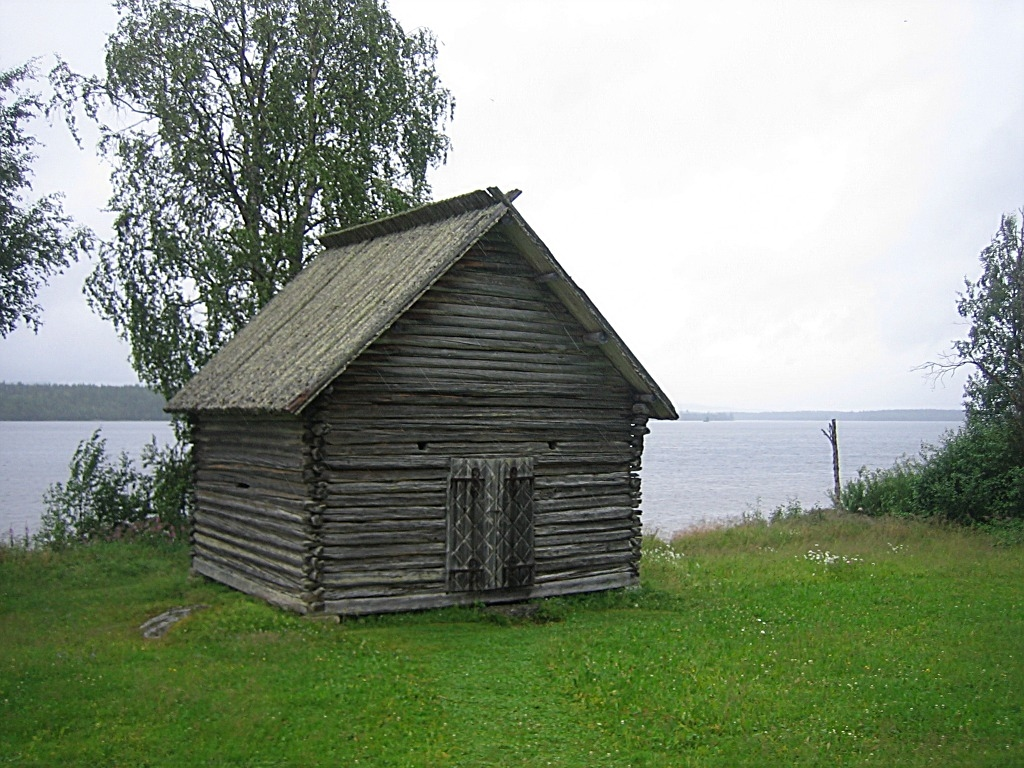
Boddas bönhus vid Bodsjö kyrka

Bodsjö socken i Jämtland, ingår sedan 1974 i Bräcke kommun och motsvarar från 2016 Bodsjö distrikt.
Socknens areal är 592,20 kvadratkilometer, varav 527,00 land. År 2000 fanns här 468 invånare. Småorterna Bodsjö och Hunge ligger i socknen. Sockenkyrkan Bodsjö kyrka finns på den förstnämnda orten.

## Administrativ historik
Bodsjö socken har medeltida ursprung. 
Vid kommunreformen 1862 överfördes ansvaret för de kyrkliga frågorna till Bodsjö församling och för de borgerliga frågorna till Bodsjö landskommun. Landskommunen inkorporerades 1952 i Revsunds landskommun som 1974 uppgick i Bräcke kommun. Församlingen uppgick 2010 i Revsund, Sundsjö, Bodsjö församling.
1 januari 2016 inrättades distriktet Bodsjö, med samma omfattning som församlingen hade 1999/2000.
Socknen har tillhört fögderier, tingslag och domsagor enligt vad som beskrivs i artikeln Jämtland. De indelta soldaterna tillhörde Jämtlands fältjägarregemente.

## Geografi
Bodsjö socken ligger sydost om Storsjön kring Bodsjön. Socknen är en starkt kuperad berglänt skogsbygd med höjder som i Hebbergsberget når 555 meter över havet.
Socknen gränsar i väster mot Hackås socken i Bergs kommun. I nordväst gränsar den några kilometer mot Näs socken och i norr mot Lockne socken i Östersunds kommun. I öster ligger Revsunds socken. 

## Byar och hemman
Bodsjö socken består historiskt av nedan listade byar och enstaka hemman. När en by har flera hemman anges också hemmansnumren.
- Bodsjöbyn, by med två hemman (1 och 2).
- Böle, by med två hemman (1 Sörböle och 2 Norrböle).
- Finnäs, by med två hemman (1 och 2).
- Flatnor, by med två hemman (1 och 2).
- Forsa, enstaka hemman.
- Gullboviken, enstaka hemman.
- Hunge, by med två hemman (1 och 2) som utvecklats till småorten Hunge.
- Höviken, by med två hemman (1 och 2).
- Kyrkbyn, se Prästbordet.
- Kyrkkilen (eller Kilen), enstaka hemman.
- Kälen, enstaka hemman.
- Norrböle, se Böle.
- Orrskäret, se Våle.
- Prästbordet (kallas Kyrkbyn), enstaka hemman, här ligger Bodsjö kyrka.
- Sidsjö, by med tre hemman (1, 2 och 3).
- Skurun, enstaka hemman.
- Strångsund (eller Strången), enstaka hemman.
- Sörböle, se Böle.
- Tjutboda, enstaka hemman.
- Våle, enstaka hemman, inom gränserna finns Orrskäret, en skild bebyggelse.
- Örnbergskilen, enstaka hemman.

## Fornlämningar
Spridda fynd samt stensättningar från stenåldern, samt cirka 1250 fångstgropar har påträffats. Det finns några ödegårdar från medeltiden. I närheten av Bodsjö kyrka finns en av Sveriges äldsta timmerbyggnader. Den har daterats genom dendrokronologi till år 1291.

## Namnet
Namnet (1396 Budsio) är ett bygdenamn som kommer från kyrkbyn och sjön. Namnet har förleden bod och efterleden sjö.

## Befolkningsutveckling
| Befolkningsutvecklingen i Bodsjö socken 1750–1990                                                        | Befolkningsutvecklingen i Bodsjö socken 1750–1990 | Befolkningsutvecklingen i Bodsjö socken 1750–1990 | Befolkningsutvecklingen i Bodsjö socken 1750–1990 | Befolkningsutvecklingen i Bodsjö socken 1750–1990 |
| --- | ------------------------------------------------- | ------------------------------------------------- | ------------------------------------------------- | ------------------------------------------------- |
| |                                                   |                                                   |                                                   |                                                   |
| År |                                                   |                                                   | Folkmängd                                         |                                                   |
| 1750 | 1750                                              |                                                   | 174                                               |                                                   |
| 1760 | 1760                                              |                                                   | 218                                               |                                                   |
| 1769 | 1769                                              |                                                   | 234                                               |                                                   |
| 1780 | 1780                                              |                                                   | 242                                               |                                                   |
| 1790 | 1790                                              |                                                   | 241                                               |                                                   |
| 1800 | 1800                                              |                                                   | 270                                               |                                                   |
| 1810 | 1810                                              |                                                   | 368                                               |                                                   |
| 1820 | 1820                                              |                                                   | 352                                               |                                                   |
| 1830 | 1830                                              |                                                   | 445                                               |                                                   |
| 1840 | 1840                                              |                                                   | 489                                               |                                                   |
| 1850 | 1850                                              |                                                   | 550                                               |                                                   |
| 1860 | 1860                                              |                                                   | 669                                               |                                                   |
| 1870 | 1870                                              |                                                   | 836                                               |                                                   |
| 1880 | 1880                                              |                                                   | 975                                               |                                                   |
| 1890 | 1890                                              |                                                   | 1 179                                             |                                                   |
| 1900 | 1900                                              |                                                   | 1 167                                             |                                                   |
| 1910 | 1910                                              |                                                   | 1 173                                             |                                                   |
| 1920 | 1920                                              |                                                   | 1 345                                             |                                                   |
| 1930 | 1930                                              |                                                   | 1 349                                             |                                                   |
| 1940 | 1940                                              |                                                   | 1 416                                             |                                                   |
| 1950 | 1950                                              |                                                   | 1 298                                             |                                                   |
| 1960 | 1960                                              |                                                   | 1 129                                             |                                                   |
| 1970 | 1970                                              |                                                   | 727                                               |                                                   |
| 1980 | 1980                                              |                                                   | 559                                               |                                                   |
| 1990 | 1990                                              |                                                   | 512                                               |                                                   |
| Anm: Källor: Umeå universitet - Tabellverket 1749-1859, Demografiska databasen, CEDAR, Umeå universitet. |                                                   |                                                   |                                                   |                                                   |